# 蔡富丞
蔡富丞（2005年11月6日—），臺灣男子羽毛球運動員，曾獲2022年世青賽團體及2023年世青賽男雙亞軍。

## 選手生涯
蔡富丞幼稚園接觸羽球，在臺南市崑山國小加入校隊。國中起赴臺中市立西苑高級中學就讀並與賴柏佑成為固定搭檔，兩人在國、高中階段即備受看好。2022年，他們在高中二年級奪得新亞奎丹未來系列賽亞軍、拉脫維亞國際賽冠軍，蔡富丞也在該年參加世界青年羽毛球錦標賽，作為雙打主力奪得混合團體亞軍。
2023年，蔡富丞與賴柏佑奪得該年亞青賽季軍和世青賽亞軍，兩站賽事皆敗於马尚／朱一珺。

## 主要比賽成績
只列出曾進入準決賽的國際賽事成績：
| 年份   | 賽事                     | 公開賽級別 | 項目     | 拍檔   | 成績   |
| ------ | ------------------------ | ---------- | -------- | ------ | ------ |
| 2022年 | 新亞奎丹羽毛球未來系列賽 | 未來系列賽 | 男子雙打 | 賴柏佑 | 亞軍   |
| 2022年 | 拉脫維亞羽毛球國際賽     | 未來系列賽 | 男子雙打 | 賴柏佑 | 冠軍   |
| 2022年 | 世界青年羽毛球錦標賽     | 其他       | 混合團體 | －     | 亞軍   |
| 2023年 | 盧森堡羽毛球公開賽       | 國際系列賽 | 男子雙打 | 賴柏佑 | 準決賽 |
| 2023年 | 亞洲青年羽毛球錦標賽     | 其他       | 混合團體 | －     | 季軍   |
| 2023年 | 亞洲青年羽毛球錦標賽     | 其他       | 男子雙打 | 賴柏佑 | 季軍   |
| 2023年 | 世界青年羽毛球錦標賽     | 其他       | 混合團體 | －     | 季軍   |
| 2023年 | 世界青年羽毛球錦標賽     | 其他       | 男子雙打 | 賴柏佑 | 亞軍   |
| 2024年 | 雪梨羽毛球國際賽         | 國際挑戰賽 | 男子雙打 | 賴柏佑 | 亞軍   |
| 2024年 | 北港羽毛球國際賽         | 國際挑戰賽 | 男子雙打 | 賴柏佑 | 亞軍   |
| 2025年 | 美國羽毛球公開賽         | 超級300賽  | 男子雙打 | 賴柏佑 | 冠軍   |

| 2018-2026年 | 總決賽 | 超級1000賽 | 超級750賽 | 超級500賽 | 超級300賽 | 超級100賽 | 國際挑戰賽 | 國際系列賽 | 未來系列賽 | 其他 |

## 外部連結
- 蔡富丞在BWFBadminton.com（英语）
- 蔡富丞在BWF.TournamentSoftware.com（英语）